# Humana Milchunion
Die Humana Milchunion, mit Hauptsitz in Everswinkel (Nordrhein-Westfalen), war eines der größten milchverarbeitenden Unternehmen in Europa. Es zählte zu den 20 größten Milchverarbeitern der Welt, in Deutschland lag es nach verarbeiteter Milchmenge auf Rang zwei hinter der Nordmilch-Gruppe, mit der es 2011 zum Deutschen Milchkontor verschmolz.

## Kennzahlen
Der Umsatz der Unternehmensgruppe betrug 2009 insgesamt 3,3 Milliarden Euro. Jährlich wurden über 3,4 Milliarden Kilogramm Milch von über 5300 Milchlieferanten verarbeitet. Das Unternehmen beschäftigte über 2900 Mitarbeiter. (alle Zahlen Stand 2009 und inklusive Hansa Milch AG)

## Struktur
Die Muttergesellschaft Humana Milchunion eG war als Genossenschaft organisiert, die Milchlieferanten waren also Miteigentümer. Vorstandsvorsitzender war Rudolf Heidhues, Aufsichtsratsvorsitzender und Beiratsvorsitzender Franz-Josef Elberich. Aus dem in mehrere Bezirke eingeteilten Einzugsgebiet für die angelieferte Milch wurden rund 200 Vertreter für fünf Jahre in die Vertreterversammlung gewählt.

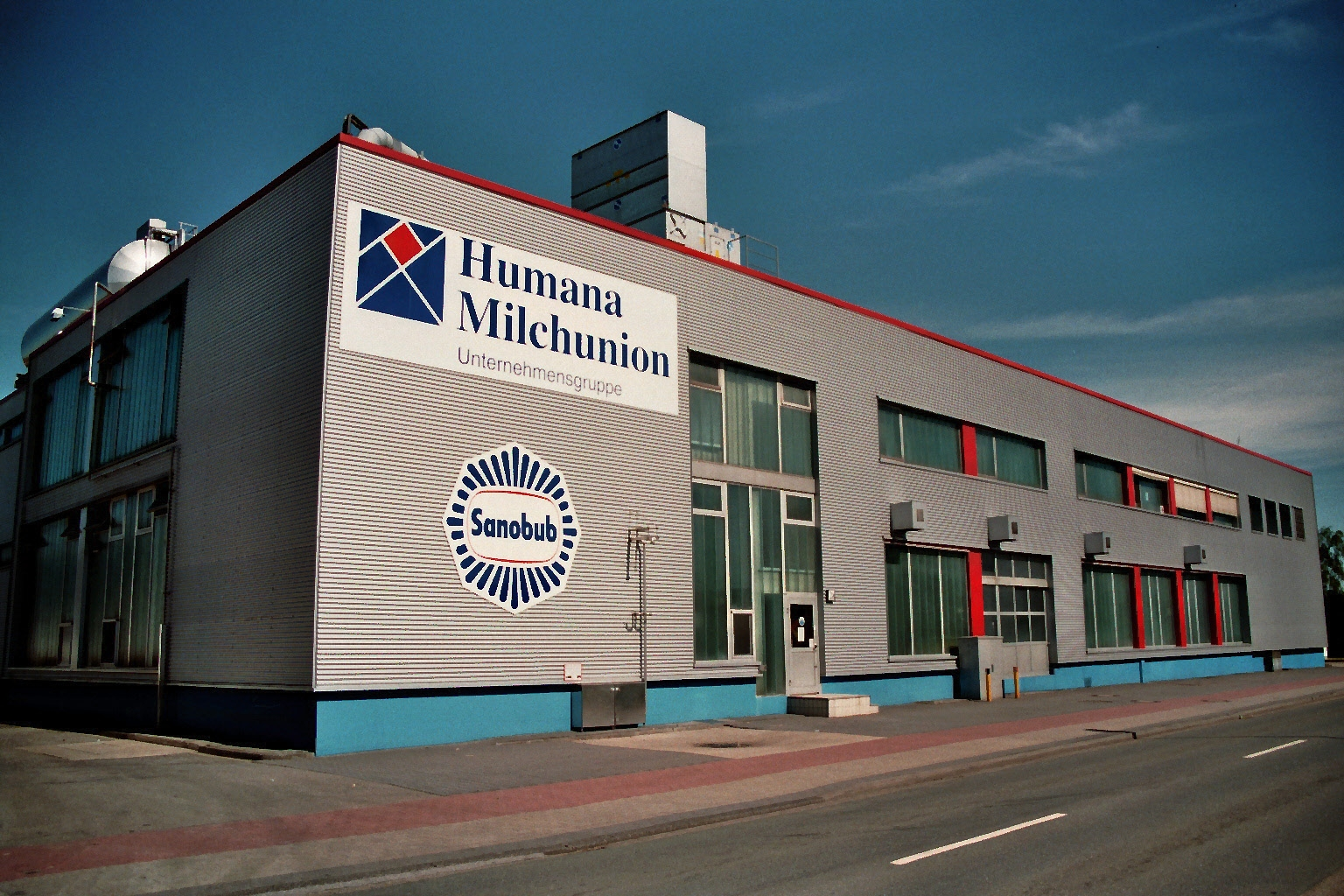
Sanobub-Eiscreme-Werk in Recke im Tecklenburger Land

Das Milcherfassungsgebiet erstreckte sich auf die Bundesländer Mecklenburg-Vorpommern, Thüringen, Hessen, Nordrhein-Westfalen, Niedersachsen und Brandenburg. Die Unternehmensgruppe unterhielt 14 Produktionsstätten in sechs Bundesländern (in Klammern die Genusstauglichkeitskennzeichen): Everswinkel (NW 508), Bergen auf Rügen (MV 017), Altentreptow (MV 026), Beeskow, Coesfeld (NW 511), Recke (NW 514), Georgsmarienhütte (NI 059), Herford (NW 201), Münster, Warburg-Rimbeck (NW 204), Erfurt (TH 601). Die Produkte wurden weltweit in rund 70 Länder vertrieben.
Zum Unternehmen gehörten folgende Tochtergesellschaften:
- intact GmbH, Münster, seit Ende 2004
- Gastoline GmbH, Upahl (Joint Venture der Humana Milchunion eG und der Hansa-Milch AG im Geschäftsbereich Großverbraucherservice)
- Humana Food Logistik GmbH, Everswinkel
- Küstenland Milchunion Mecklenburg-Vorpommern GmbH, Altentreptow, Werke in Altentreptow und Bergen/Rügen
- Euro Cheese Vertriebs-GmbH (ECV), zentrale Vertriebsgesellschaft, Hauptsitz in Altentreptow, Vertriebsbüro in Lünen
- Milchwerke Oder-Spree GmbH, Beeskow
- wheyco GmbH, Altentreptow
- Milchwerke Thüringen GmbH, Erfurt (Anlieferung 1,1 Mio. Liter Milch pro Tag),
- Tiefkühl-Center Everswinkel GmbH, Everswinkel
- Humana GmbH (Babynahrung), Herford, Exportgebiete Europa, Asien und Afrika (Humana-Repräsentanz in Moskau; über die Humana Italia S.p.A. sind eigene Tochtergesellschaften in Italien, Spanien und Portugal angebunden; darüber hinaus existieren im Vertriebsgebiet zahlreiche Auslandsvertretungen und Exportpartner)
  - Humana Italia S.p.A., Mailand
    - Milte Italia S.p.A., Mailand
    - Amorosa Humana S.p.A., Mailand
    - Editrice CSH S.r.l., Mailand
    - Humana Pharma Int. S.p.A., Mailand
    - Milk Technologies S.L., Madrid
    - Milte Portugal S.A., Lissabon

## Unternehmensgeschichte
Die Humana Milchunion eG entstand zum 1. Januar 1998 durch Fusion der Westmilch Milchunion eG, Everswinkel und der Milchwerke Westfalen eG, Herford. Zur Vorgeschichte der Milchwerke Westfalen siehe unter Humana GmbH. Damit kamen auch die Küstenland Milchunion Mecklenburg-Vorpommern GmbH, die Milchwerke Thüringen GmbH, die Milchwerke Oder-Spree GmbH und die Euro Cheese Vertriebs-GmbH zur Unternehmensgruppe hinzu. Seither erfolgten zahlreiche weitere Übernahmen, unter anderem der Privat-Molkerei Borgmann GmbH & Co. KG, das Sanobub-Werk Recke (beide 2001) und Satro Milchwerk Lippstadt GmbH & Co. KG (2002; später Satro GmbH). 2003 wurde die Vertriebsgesellschaft Gastoline GmbH (Großverbraucher-Service) als Joint Venture mit der Hansa Milch gegründet, 2004 die Molkerei-Zentrale Westfalen-Lippe GmbH (Münster) inklusive deren Tochter intact GmbH übernommen. 2004 wird als Joint Venture mit der Nordmilch eG in der Molke-Sparte die Mopro-Nord (heute wheyco GmbH) in Altentreptow gegründet und 2005 ein Verarbeitungszentrum dazu errichtet. 2006 wurde die Bremer Biolabor zur Herstellung pharmazeutischer Erzeugnisse GmbH & Co.KG akquiriert.
Enger Kooperationspartner war die Hansa Milch AG, Upahl (Marke: „Hansano“). Der Kooperationsvertrag lief bis 2008. Von November 2006 bis Februar 2007 bestand außerdem ein Kooperationsvertrag mit der Milch-Union Hocheifel eG (MUH), Pronsfeld mit dem Ziel einer Fusion. Nachdem jedoch die Landwirte der Hansa Milch im Februar 2007 eine geplante Fusion aller drei Unternehmen zum größten Milchverarbeiter Deutschlands ablehnten, wurde kurz darauf auch der Kooperationsvertrag zwischen Humana Milchunion und MUH aufgelöst, hauptsächlich wegen starkem Widerstand aus den Reihen der MUH-Landwirte. Nach dem Scheitern der Fusionspläne soll der Konzern in nächster Zeit umgebaut werden, die bestehende Vertriebskooperation mit der Hansa Milch soll fortgesetzt werden. Im Dezember 2007 trennte sich die Humana Milchunion eG von ihrem Geschäft mit Ingredienzen und verkaufte ihre Tochter Satro GmbH an Campina. Mit dem Verkauf will sich die Humana-Gruppe strategisch stärker fokussieren.
Das Konzept zur gesellschaftsrechtlichen Umstrukturierung des Humana-Milchunion-Konzerns wurde am 27. November 2008 verabschiedet.
Das komplette operative Molkereigeschäft der Humana Milchunion eG, der Milchwerke Thüringen GmbH und der Küstenland Milchunion Mecklenburg-Vorpommern GmbH, an denen die Humana Milchunion eG mehrheitlich beteiligt ist, wurde in einer Gesellschaft zusammengefasst. Erreicht wurde die neue Unternehmensstruktur durch die Verpachtung des Geschäftsbetriebs der Humana Milchunion eG, der Milchwerke Thüringen GmbH und der Küstenland Milchunion GmbH an das neue gemeinsame Tochterunternehmen, die Humana Milchindustrie GmbH (HMI).
Am 3. Februar 2011 stimmte die Nordmilch AG der Fusion mit der Humana Milchunion zu. Die Unternehmen wurden unter dem Namen Deutsches Milchkontor GmbH (DMK) zusammengefasst. Damit wurde die DMK zum sechstgrößten Milchverarbeiter Europas. Der juristische Sitz befindet sich im niedersächsischen Zeven, die Geschäftsführung und zentrale Verwaltung in Everswinkel.
Am 24. Juni 2016 wurde bekannt, dass das Herforder Humana-Werk für Babynahrung an das bayerische Familienunternehmen Hipp verkauft wurde.

## Produkte
Milchbasiserzeugnisse, Joghurts, Desserts, Käse, Brotaufstriche, Eiskrem, Babynahrung, diätetische Erzeugnisse, Nahrungsergänzungsmittel, Industrie-Spezialerzeugnisse, Traubenzuckerkomprimate.

## Marken
- Humana (Dachmarke für verschiedene Säuglingsnahrungsprodukte, Diätetika, Klinik-Nahrung): Marktführer in Deutschland bei Heilnahrung, kuhmilchfreier Nahrung, Babywasser und hypoallergenem Fertigbrei.
- Ravensberger (Butter-, Quark- und Dessertspezialitäten),
- Biolabor (Bierhefe, Vitaminpräparate, Sportlernahrung, OTC-Arzneimittel)
- Hansal (Nahrungsergänzungsmittel: Vitamin- und Mineralstofftabletten)
- intact (Traubenzucker-Süßwaren u. a., Vertrieb über Apotheken)
- Leben´s (Nahrungsergänzungsmittel, Laktase-Produkte (Laktoseintoleranz), Vertrieb über Apotheken)
- Florimel (Salbeibonbons)
- Sanobub (Speiseeis)
- Osterland (regionale Dachmarke in Ostdeutschland für verschiedene Milchprodukte)
- Landhof (Schnitt- und Schmelzkäse)
- Landhof Breakfast (Brotaufstriche)
- Golden Cheese (internationale Schnittkäsemarke)
- Casarelli (Mascarpone)
- Impact (Functional Food-Süßwaren)
- Lasana (Dauer- und Folgemilch, Milch-Fertigbrei)
- Gastoline (Großverbraucher-Gebinde von Speisequark, Sahne, Kondensmilch, Rote Grütze u. a.)
- Fonteviva (Wasser)
- Lineablu, Dermana, Humanelle (italienische Kosmetika- und Hautpflege-Linien)
- Zusätzlich wurden diverse Handelsmarken beliefert, wie z. B. Tip von Metro, Milbona von Lidl, milfina von Aldi, Weidestern von Penny, Penny von Penny, Landfein von Norma (Supermarkt), Gut & Günstig von Edeka, ja! von Rewe, Rewe Beste Wahl Rewe und K-Classic von Kaufland.